# Eggenstein-Leopoldshafen
Eggenstein-Leopoldshafen ist eine Gemeinde im Landkreis Karlsruhe mit rund 16.500 Einwohnern. Sie wurde im Zuge der baden-württembergischen Gebietsreform aus den Gemeinden Eggenstein und Leopoldshafen gebildet. Ein Teil des Großforschungsbereichs des Karlsruher Instituts für Technologie befindet sich auf der Gemarkung Leopoldshafen.

## Geographie

### Lage
Die Gemeinde Eggenstein-Leopoldshafen liegt in der Rheinebene rund zwölf Kilometer nördlich des Zentrums von Karlsruhe und grenzt an dessen Ortsteil Neureut an. Im Norden liegt die Gemeinde Linkenheim-Hochstetten. Diese Ortschaften befinden sich zusammen auf einer Rodungsfläche, die auf zwei Seiten durch topographische Barrieren eingefasst ist: Nach Osten der Hardtwald, jenseits der Waldfläche liegt die Stadt Stutensee. Im Westen der Rhein, gegenüber liegt die Gemeinde Leimersheim (Landkreis Germersheim in Rheinland-Pfalz). Im Osten ist die Gemeinde an die Bundesstraße 36 angebunden.
Im Gemeindegebiet von Eggenstein-Leopoldshafen liegen mehrere Rheinaltgewässer, dazu gehören: Altrhein (Eggenstein-Leopoldshafen) (nahe Eggenstein und Leopoldshafen), Altrhein bei Eggenstein und Eggensteiner Altrhein (bei Eggenstein und Leopoldshafen). In der Rheinaue verlaufen der Albkanal, der ab 2009 naturnah umgestaltet wurde, sowie weitere Gewässer wie die Schlute Sandwiesenschlag oder der Rhein-Nebenarm Langes Loch.

### Gemeindegliederung
Die Gemeinde Eggenstein-Leopoldshafen besteht aus den ehemaligen Gemeinden Eggenstein und Leopoldshafen. Zur ehemaligen Gemeinde Eggenstein gehören das Dorf Eggenstein und das Haus „Bahnstation Eggenstein“. Zur ehemaligen Gemeinde Leopoldshafen gehören das Dorf Leopoldshafen, der Ort „Am Hafenplatz, Siedlung“, das Gehöft „Am Gewann Schröcker Tor“ und das Haus „Bahnstation Leopoldshafen“.
Im Gebiet der ehemaligen Gemeinde Eggenstein liegen die Wüstungen Hofstatt, die möglicherweise mit anderen Ortsnennungen der näheren Umgebung identisch ist, und die nicht lokalisierte Siedlung Vefrisse. Im Gebiet der ehemaligen Gemeinde Leopoldshafen wie auch teilweise in der Gemeinde Linkenheim-Hochstetten liegt die Wüstung Frecanstetten.

## Geschichte

### Eggenstein
Die Gemeinde Eggenstein wird urkundlich erstmals in einem Urkundeneintrag des Lorscher Codex vom 13. Juni 766 als „villa hecinstein“ erwähnt. Die eigentliche Siedlungsgründung dürfte jedoch früher, in alamannischer oder fränkischer Zeit, erfolgt sein. Der Name „Hecinstein“ oder später „Eckenstein“ bedeutet so viel wie „Spitze“ und „Stein“ und könnte auf die Existenz einer vorgeschichtlichen Kultstätte am heutigen Kirchberg hinweisen. Im Mittelalter verfügte der Ort über eine der frühesten Pfarreien der näheren Umgebung.
Eine erste Nennung der Pfarrei Eggenstein datiert aus dem Jahr 1160. Eggenstein gehörte zu dieser Zeit zum Bistum Speyer. 1239 wurde Eggenstein kirchlich dem 1110 gegründeten Kloster Gottesaue unterstellt. Das Kloster verfügte über Besitzungen und einen Zehnthof im Ort. 1556 wurde Eggenstein im Zuge der Reformation evangelisch.
1689–1693 wurde der Ort im Pfälzischen Erbfolgekrieg nahezu vollständig verwüstet. Im 18. Jahrhundert entstanden neben Landwirtschaft, Fischerei und Handwerk neue Gewerbeformen. Im Ort befand sich damals eine bedeutende Pferdezucht. Weitere Gewerbe waren Torfabbau, Goldwäscherei und das Zieglergewerbe. Im 18. Jahrhundert ist Eggenstein ferner oftmals Lager- und Quartierort durchmarschierender Kriegstruppen. Linksrheinische Gemarkungsgebiete gehen 1802 infolge des Friedens von Lunéville verloren.
Ein bei Eggenstein durchgeführter Durchstich im Zuge der Rheinbegradigung durch Oberst Johann Gottfried Tulla im Jahr 1818 wird im Dorf groß gefeiert. Am 4. August 1870 wurde zusammen mit der Hardtbahn der Bahnhof Eggenstein eröffnet. 1925/1926 baute die Gemeinde ein gemeindeweites Wasserleitungssystem. 1939 kam es infolge der Grenzlage zu Frankreich zur Errichtung zahlreicher Bunkeranlagen des Westwalls.
Nach dem Zweiten Weltkrieg fanden in Eggenstein zahlreiche Heimatvertriebene eine neue Heimat. In den 1960er Jahren wurde ein Gewerbegebiet im Tiefgestade ausgewiesen. Zahlreiche Gärtnereien und eine florierende Blumenzucht bringen Eggenstein den Ruf eines „Gärtnerdorfes“ ein. Das Siedlungsgebiet erfuhr eine enorme Ausweitung durch Neubaugebiete.

### Leopoldshafen
Die erstmalige urkundliche Nennung Leopoldshafens bzw. Schröcks datiert vom 1. Juli 1160. Damals bestätigte Bischof Günther von Speyer die Besitzübertragung des dortigen Hofes an das Kloster Maulbronn. Die früheste Schreibweise „Schrâg“ entwickelte sich später zu den Schreibweisen „Schreck“, „Schroeckh“, „Schröck“. Der Name gibt bis heute Rätsel auf, er bedeutet zunächst so viel wie schrecken, aufschrecken, springen, hüpfen oder kragen. Damit könnte auf den markanten und auffällig spitzen Gestadesporn Bezug genommen worden sein, auf dem Schröck einst errichtet wurde und der in den Rhein hineinragte. Auf ein Gesuch des Handelsstandes und der Einwohner an den damaligen Großherzog Leopold von Baden hin wurde das Dorf mit amtlicher Veröffentlichung vom 4. Juni 1833 in „Leopoldshafen“ umbenannt.
Mit der Besitzübertragung des Hofes Schröck an das Kloster Maulbronn im 12. Jahrhundert wurde dieser zu einer Grangie, einem bewirtschafteten Klosterhof. Bereits im 14. Jahrhundert befinden sich in Schröck aufgrund seiner günstigen Lage am Rhein eine Zollstelle und eine Fähre. Erstmalige Erwähnungen stammen aus den Jahren 1382 (Zollstätte) und 1390 (Fähre). 1556 wurde Schröck evangelisch. Bereits 1750 befand sich hier ein Hafenplatz, nachdem Privatleute zur Förderung des Handels ein Warenlagerhaus mit Kranen errichtet hatten. 1762 wurde Schröck eigenständige Gemeinde. 1765 wurde eine herrschaftliche Salpetersiederei und 1789 eine Kristallglasfabrik im alten Klosterhof etabliert. 1768/1769 erhielt der Ort eine großherzogliche Poststation. 1812 erfolgte die Verlegung des Hafenbeckens an seine heutige Stelle und 1818 wurde ein neues Lagerhaus mit Kranen am Hafen in Betrieb genommen. 1831 wurde ein regelmäßiger Schifffahrtsverkehr von Schröck nach Mainz eingerichtet. Eine ständige Versandung des Hafenbeckens und ungünstige Entwicklungen wichtiger Standortfaktoren (1862 Errichtung des Hafens Maxau, 1870 Eröffnung der Hardtbahn zunächst ohne Bahnhof in Leopoldshafen, 1901 Errichtung des Rheinhafens Karlsruhe) führten schließlich zum völligen Niedergang des Schifffahrtsbetriebs. Nach dem Zweiten Weltkrieg setzte mit der Errichtung des Forschungszentrums Karlsruhe (heute Karlsruher Institut für Technologie, KIT) ab 1956 ein neuerlicher wirtschaftlicher Aufschwung ein und führte zum explosionsartigen Wachstum der Baugebiete.

### Eggenstein-Leopoldshafen
Im Zuge der Gemeindereform in Baden-Württemberg Anfang der 1970er Jahre schlossen sich Eggenstein und Leopoldshafen am 1. Dezember 1974 zu einer Einheitsgemeinde zusammen. Um beiden Ortsteilen Rechnung zu tragen und weil es an glaubwürdigen Alternativen mangelte, wurde der neue Gemeindename „Eggenstein-Leopoldshafen“ festgelegt.
Wichtige infrastrukturelle Ereignisse neuerer Zeit waren 1978 der Neubau der Bundesstraße 36 außerhalb der Ortschaften sowie 1986 der Anschluss an die Stadtbahn Karlsruhe.

## Religionen

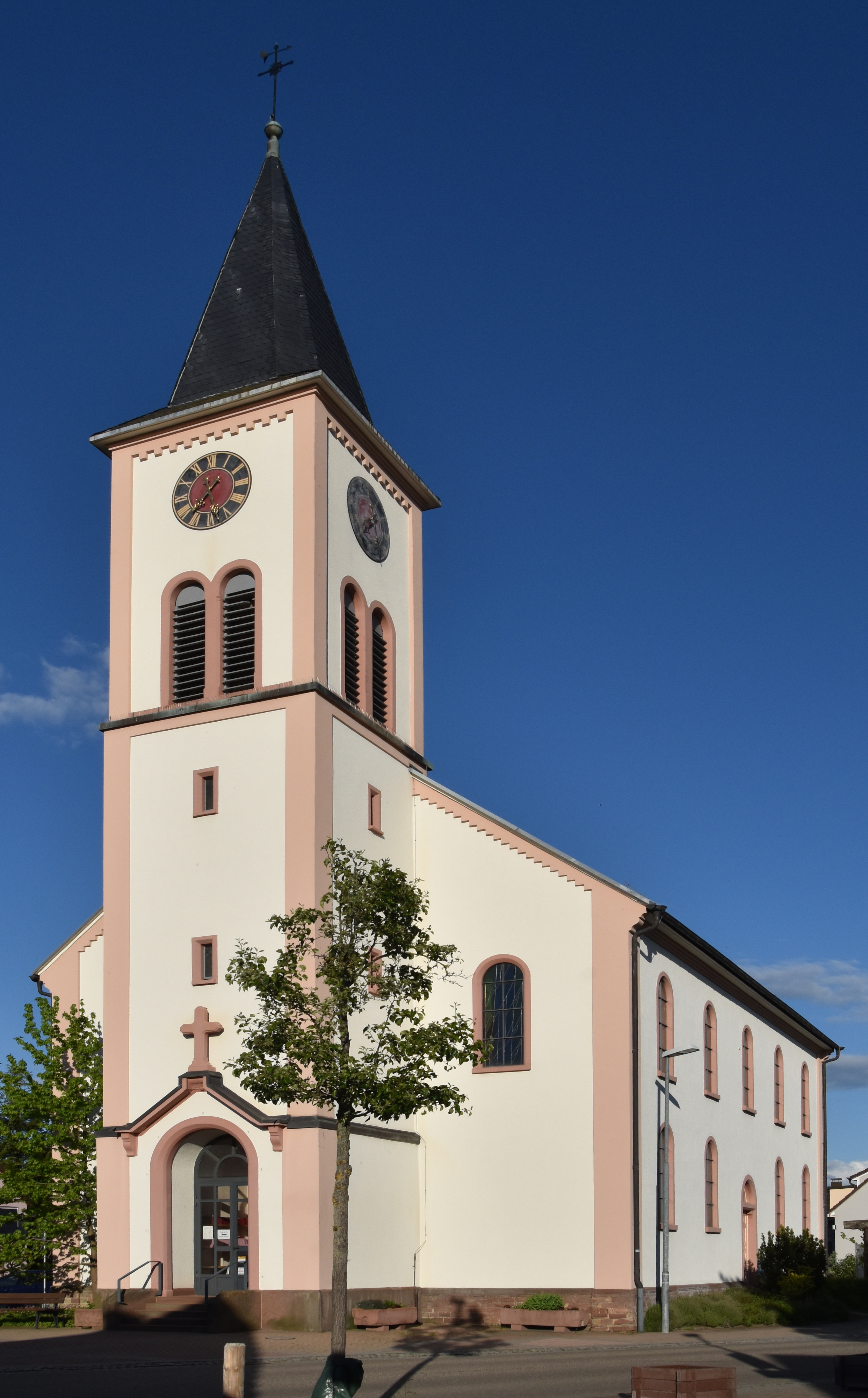
Evangelische Kirche Leopoldshafen

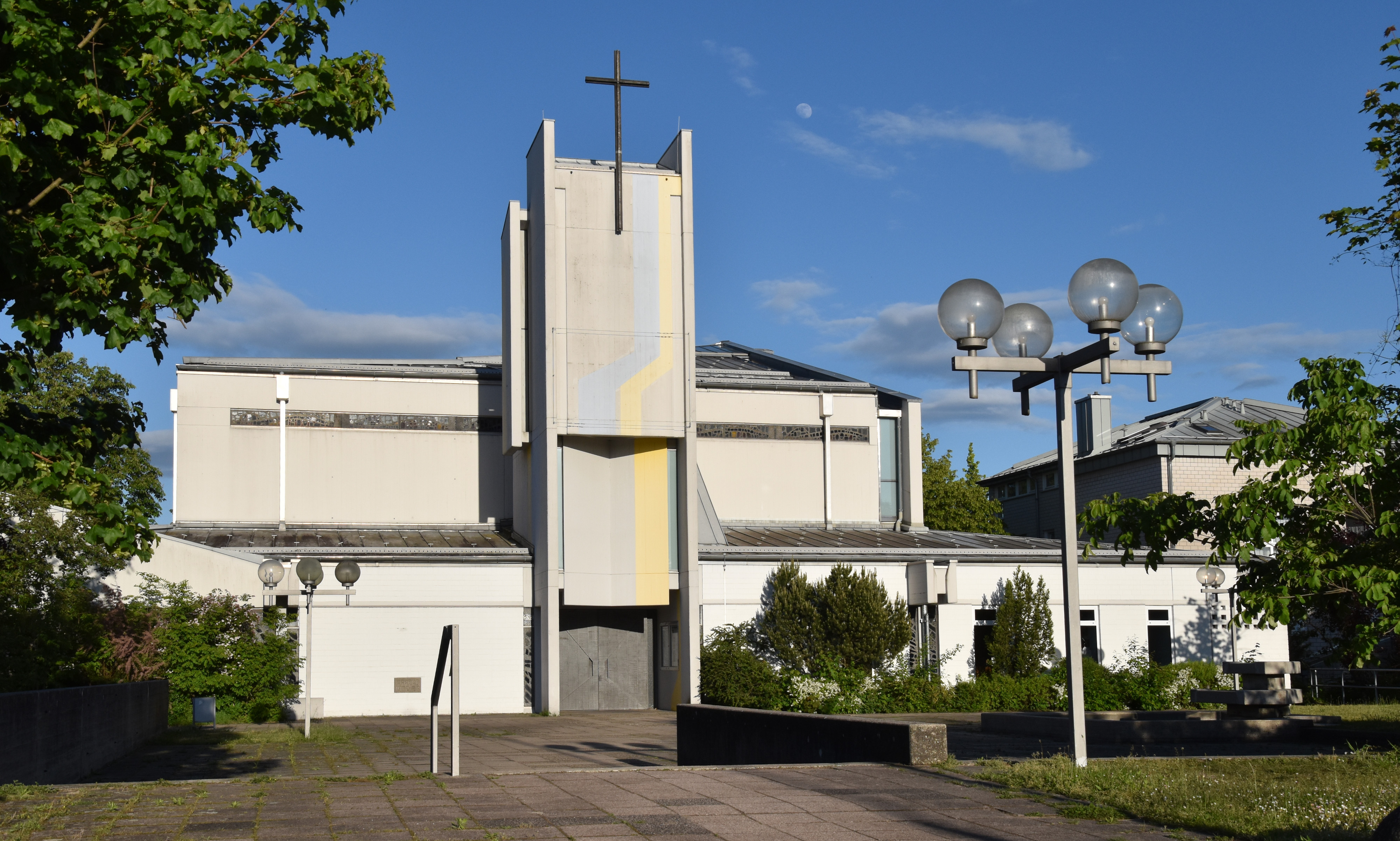
St. Albertus Magnus, OT Leopoldshafen

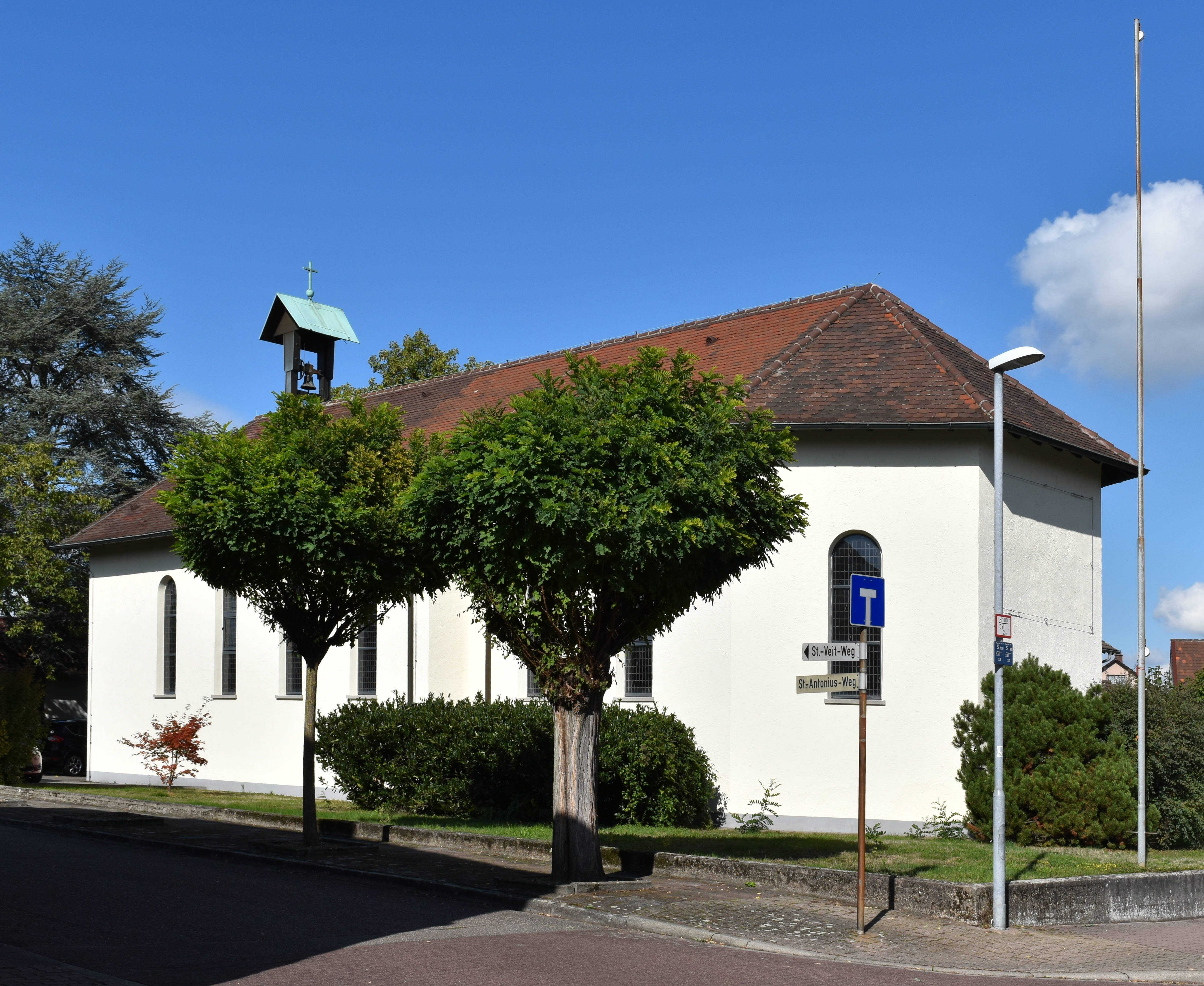
St. Antonius, OT Eggenstein

Mit der Evangelischen Kirchengemeinde Eggenstein und der Evangelischen Kirchengemeinde Leopoldshafen verfügen beide Ortsteile über eine eigenständige evangelische Pfarrei. Die katholische Kirchengemeinde St. Antonius/St. Albertus Magnus erstreckt sich auf die Gesamtgemeinde und ist seit 2004 Teil der Seelsorgeeinheit Karlsruhe-Hardt. Ferner existiert im Ortsteil Eggenstein ein Versammlungshaus des Liebenzeller Gemeinschaftsverbandes.

## Hilfsorganisationen
In der Gemeinde Eggenstein-Leopoldshafen sind zahlreiche Wachen von Hilfsorganisationen und Ambulanzdiensten stationiert, wie dem Deutschen Roten Kreuz Eggenstein, dem Deutschen Roten Kreuz Leopoldshafen und der Deutschen Lebens-Rettungs-Gesellschaft (DLRG) Nordhardt sowie der Freiwilligen Feuerwehr Eggenstein-Leopoldshafen mit den Abteilungen Eggenstein und Leopoldshafen und dem Polizeiposten Hardt.

## Politik

### Gemeinderat
Der Gemeinderat hat 22 ehrenamtliche Mitglieder, die für fünf Jahre gewählt werden. Hinzu kommt der Bürgermeister als stimmberechtigter Gemeinderatsvorsitzender.
Die Kommunalwahl 2024 führte zu folgendem Ergebnis (in Klammern: Unterschied zu 2019):
| Gemeinderat 2024                                | Gemeinderat 2024 | Gemeinderat 2024 | Gemeinderat 2024 | Gemeinderat 2024 |
| ----------------------------------------------- | ---------------- | ---------------- | ---------------- | ---------------- |
| Partei / Liste                                  | Stimmenanteil    | Sitze            |                  |                  |
| Freie Wähler                                    | 28,9 % (+4,6)    | 6 (+1)           |                  |                  |
| CDU                                             | 21,8 % (+3,2)    | 5 (+1)           |                  |                  |
| SPD                                             | 15,4 % (−0,6)    | 3 (−1)           |                  |                  |
| Grüne                                           | 14,8 % (−4,5)    | 3 (−1)           |                  |                  |
| FDP                                             | 11,4 % (−0,6)    | 3 (±0)           |                  |                  |
| Liste Eggenstein-Leopoldshafener Bürger (LISTE) | 7,6 % (−2,1)     | 2 (±0)           |                  |                  |
| Wahlbeteiligung: 61,7 % (+1,3)                  |                  |                  |                  |                  |

### Bürgermeister
- 1975–1983 Hermann Uebelhör
- 1983–1999 Manfred Will
- 1999–2023 Bernd Stober (* 1957)
- seit 2023 Lukas Lang

Am 18. Dezember 2022 wurde Lukas Lang mit 47,8 Prozent der Stimmen zum Bürgermeister gewählt. Er trat das Amt am 22. Februar 2023 an.

### Wappen

#### Eggenstein

Wappen
Flagge

Seit Mitte des 16. Jahrhunderts ist als Dorfsiegel der Heilige Veit im Kessel belegt. Der älteste nachweisbare Siegelabdruck stammt aus dem Jahr 1562. Das Siegelbild mit dem vormaligen Ortsheiligen und Schutzpatron der Gemeinde war bis in das 17. Jahrhundert in Gebrauch. Für das 18. Jahrhundert ist kein Dorfsiegel nachweisbar. Aus dem Jahr 1807 datiert das neue Dorfsiegel mit Hufeisen unter einer Laubgirlande im Empire-Stil. Im frühen 20. Jahrhundert erfolgte dessen farbliche Festlegung: „in Rot ein goldenes Hufeisen“. Die Farben erinnern an die frühe Zugehörigkeit Eggensteins zum Herrschaftsbereich der Markgrafen von Baden.

#### Leopoldshafen

Wappen
Flagge

In historischer Zeit verfügte Leopoldshafen über kein eigenes Dorfsiegel. Rechtliche Angelegenheiten wurden mit dem Gerichtssiegel von Eggenstein oder dem Siegel des Amtmannes von Mühlburg beglaubigt. 1811 findet sich der erste Hinweis auf ein eigenes Schröcker Siegel. Es zeigt ein von Palmzweigen umgebenes Hufeisen, später kam noch eine Krone hinzu. 1895 wurde für Leopoldshafen in Würdigung der historischen Bedeutung als Hafenort ein neues Wappen festgelegt: es zeigt Schiff und Steuermann. 1966 wurde die Farbgebung festgelegt und die offizielle Beschreibung lautet: „In Silber auf blauem Wasser ein schwarzes Segelschiff mit blauem Segel und rotem Wimpel, im Heck ein rotgekleideter Mann mit rotem Hut und schwarzem Ruder“.

#### Eggenstein-Leopoldshafen

Wappen
Flagge

Blasonierung: „In gespaltenem Schild vorn in Gold (Gelb) ein rotes Hufeisen, hinten in Blau ein silbernes (weißes) Atommodell.“
Im Zuge der Fusion der Gemeinden wurde ein neues Wappen eingeführt. Jede Hälfte des Wappens repräsentiert einen Ortsteil. Den linken (heraldisch: vorderen) Teil bildet das farblich invertierte Eggensteiner Wappen. Der rechte (heraldisch: hintere) Teil des Wappens zeigt ein Atommodell, d. h. einen Atomkern, der von drei Elektronen umkreist wird. Dieser Teil des Wappens geht auf das 1956 nahe Leopoldshafen gegründete Kernforschungszentrum Karlsruhe (heute Campus Nord des Karlsruher Instituts für Technologie) zurück.

### Gemeindepartnerschaften
Die Gemeinde unterhält eine Partnerschaft mit der Gemeinde Höflein in Österreich. Kurz nach der politischen Wende in der DDR wurde auch eine Patenschaft mit Obhausen im damaligen Landkreis Merseburg-Querfurt geschlossen.

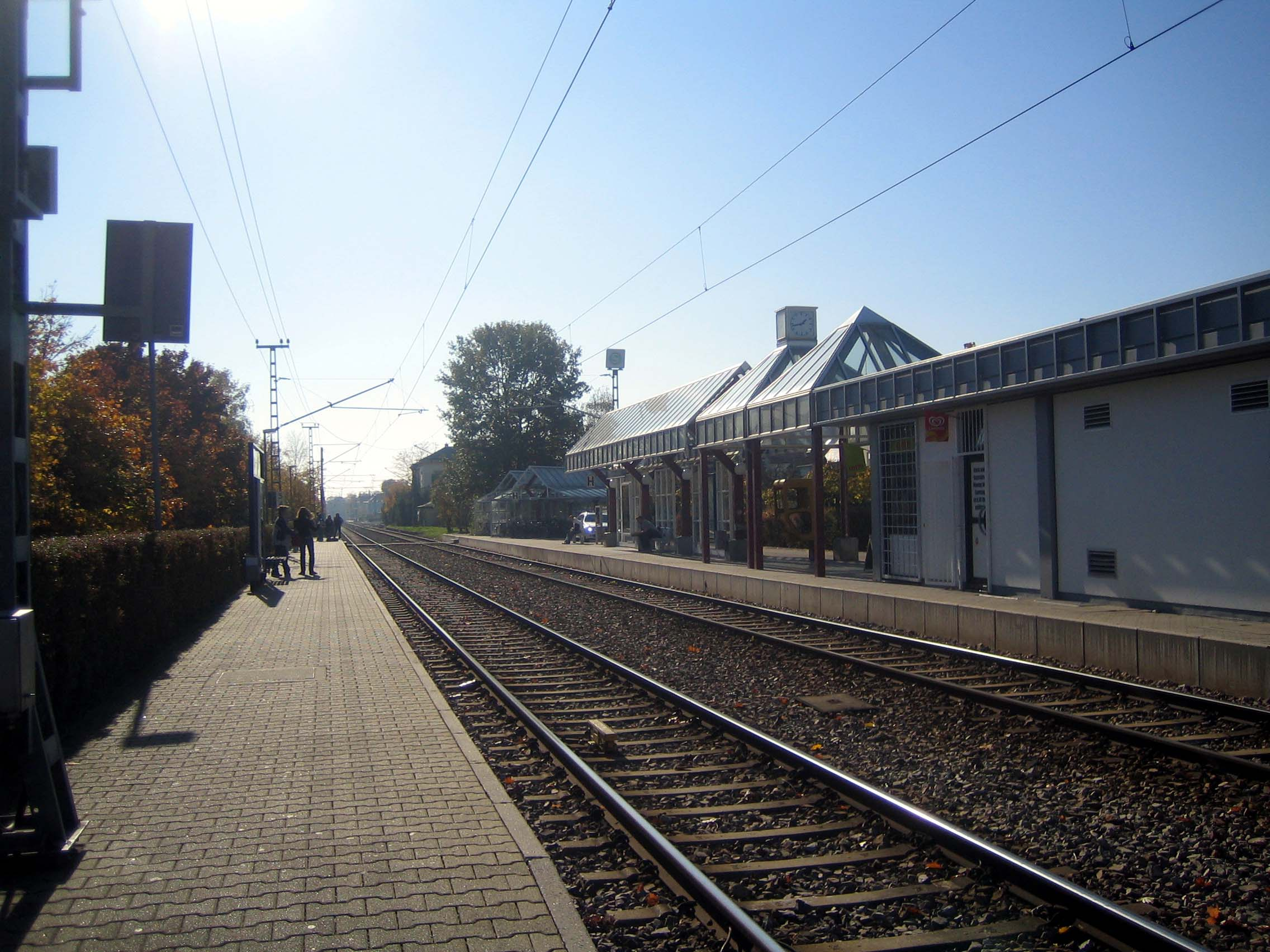
Haltestelle „Eggenstein Bahnhof“ der Hardtbahn

## Wirtschaft und Infrastruktur
Der bedeutendste Wirtschaftsfaktor für Eggenstein-Leopoldshafen ist das 1956 unter dem Namen Kernforschungszentrum Karlsruhe (KfK) dort gegründete Karlsruher Institut für Technologie (KIT), weswegen die Gemeinde derzeit der bedeutendste Zielort für Berufspendler für Personen wohnhaft in Karlsruhe ist.
Auf dem Gelände des KIT befindet sich auch das Europäische JRC Karlsruhe, ehemals Institut für Transurane (ITU), das als Einrichtung der Europäischen Union rechtlich selbständig ist.
Die ehemals zum KIT gehörende Wiederaufarbeitungsanlage Karlsruhe (WAK), heute Kerntechnische Entsorgung Karlsruhe (KTE), ist inzwischen bei der bundeseigenen EWN Entsorgungswerk für Nuklearanlagen GmbH (EWN) eingegliedert worden.
Der Kerntechnische Hilfsdienst (KHG) mit Sitz in der Nähe des Campus Nord des KIT ist ein Unternehmen, welches der Störfallbeseitigung und der Beseitigung von Störfallfolgen in kerntechnischen Anlagen dient. Die Anteile an der KHG werden hauptsächlich von in Deutschland tätigen Kernkraftwerksbetreibern und Forschungseinrichtungen gehalten.

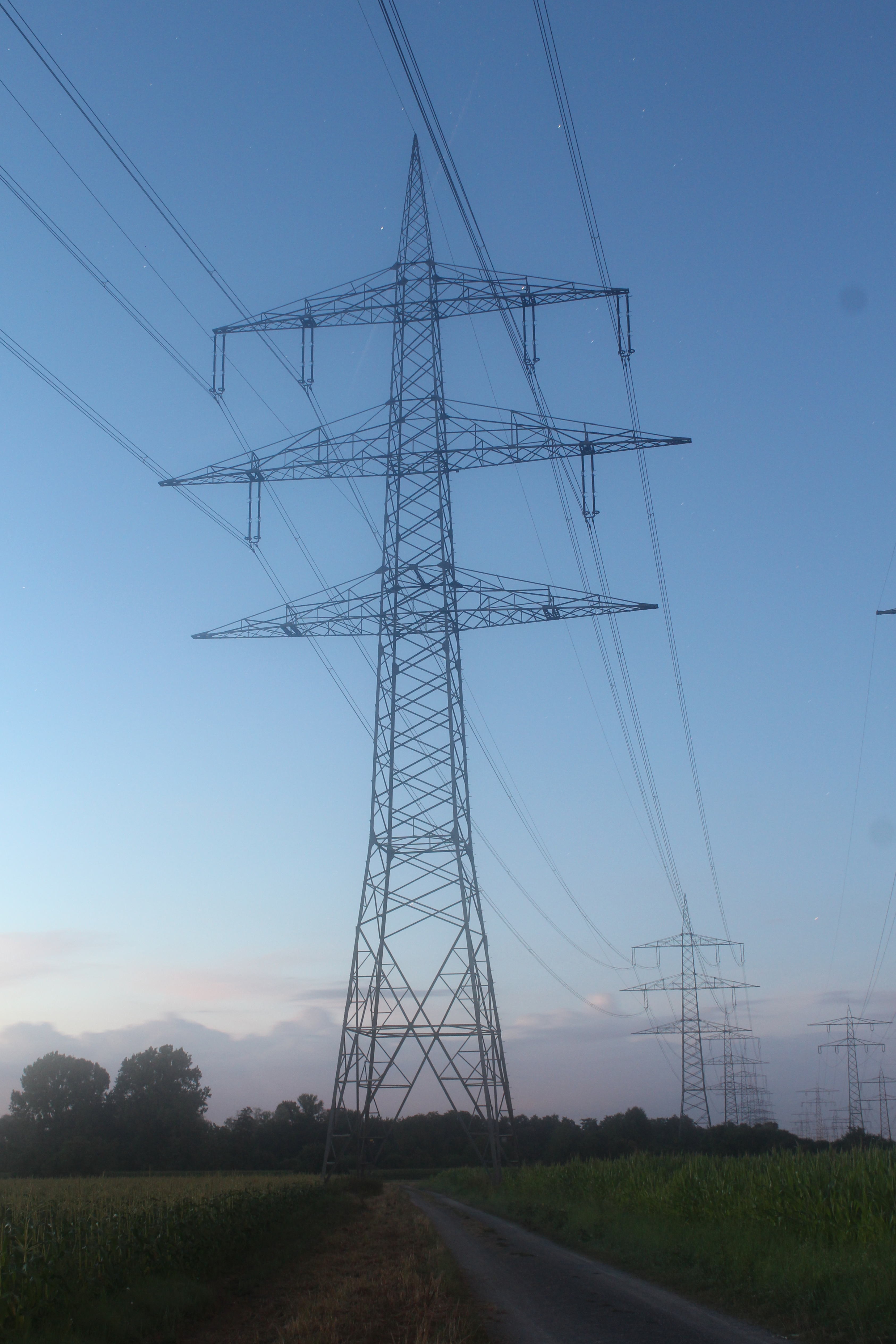
Mast 66 der Anlage 7520, unter dessen Beinen ein befestigter Wirtschaftsweg hindurch führt.

Ziemlich einzigartig ist auch, dass unter den Beinen des Freileitungsmastes Nummer 66 der Anlage 7520 (380-kV-Leitung Daxlanden-Philippsburg) bei 49°4'22"N 8°22'9"O ein befestigter Wirtschaftsweg hindurchführt.
Darüber hinaus verfügt die Gemeinde seit Jahren bereits über einen ausgeglichenen Gemeindehaushalt und zählt zu den schuldenfreien Gemeinden der Region. Eggenstein-Leopoldshafen als Teil des Landkreises Karlsruhe verfügt mit einer Arbeitslosenquote von rund 2,6 % über eine der niedrigsten Arbeitslosenquoten ganz Baden-Württembergs.

### Verkehr
Im Öffentlichen Verkehr wird Eggenstein-Leopoldshafen von den Linien S 1 und S 11 der Stadtbahn Karlsruhe bedient, die auf der Hardtbahn verkehren. Im Gemeindegebiet werden acht Haltepunkte bedient: Eggenstein Süd, Eggenstein Bahnhof, Eggenstein Spöcker Weg, Eggenstein Schweriner Straße, Leopoldshafen Viermorgen, Leopoldshafen Leopoldstraße, Leopoldshafen Frankfurter Straße und KIT-Campus Nord. Ab Leopoldshafen Leopoldstraße fährt zudem die Buslinie 195 über Blankenloch nach Weingarten.
Die Gemeinde liegt an der in Nord-Süd-Richtung zwischen Mannheim und Rastatt verlaufenden Bundesstraße 36. Nach Osten existieren Landstraßen, nach Westen nur eine Verbindung mit der Rheinfähre zwischen Leopoldshafen und Leimersheim.
Durch eine Alltagsroute aus dem Radnetz Baden-Württemberg sind Eggenstein und Leopoldshafen mit Karlsruhe (über dessen Stadtteil Neureut) verbunden und in der anderen Richtung über Linkenheim-Hochstetten, Graben-Neudorf und Waghäusel mit Hockenheim und Schwetzingen.
Durch das Gemeindegebiet verläuft die rechtsrheinische Variante des Rheinradwegs, die aber zwischen Karlsruhe und der Höhe von Speyer nicht ausgeschildert ist.

### Bildungseinrichtungen
In der Gemeinde gibt es die Gemeinschaftsschule Eggenstein, die „Lindenschule“ (Grundschule Eggenstein) sowie die Grundschule Leopoldshafen. Ferner befinden sich im Ortsteil Eggenstein fünf Kindergärten in Trägerschaft der Gemeinde („Spielkiste“, „Malkasten“, „Märchenwald“, „Regenbogenexpress“ und „Schatzkiste“) und im Ortsteil Leopoldshafen zwei kirchliche Kindergärten („Kita Rheinpiraten“ und „Albertus-Magnus“). Der Campus Nord des KIT verfügt über eine eigene Kindertagesstätte für betriebliche Angehörige („nanos!“).
Die Volkshochschule in Eggenstein-Leopoldshafen ist eine öffentliche Einrichtung der Weiterbildung. Sie steht als Außenstelle unter der Rechtsträgerschaft des gemeinnützigen Vereins Volkshochschule im Landkreis Karlsruhe. Nach ihrem satzungsgemäßen Auftrag widmet sie sich neben der Erwachsenenbildung auch den Aufgaben der Jugendbildung.

### Neubaugebiet Viermorgen III
In der Gemeinde wurde seit Frühjahr 2006 das Neubaugebiet Viermorgen III geplant und realisiert. Es entstand direkt am Pfinzentlastungskanal und wird vom Hardtwald, dem Donauring und der L 559 eingegrenzt. Die Straßen wurden nach bekannten europäischen Städten benannt. Zur Versorgung des Neubaugebiets wurden auf diesem ein Teil- und Vollversorger errichtet. Dies soll zur Entspannung der Versorgungssituation, nicht zuletzt für die Bewohner der benachbarten Senioren-Heime, beitragen. Die Bebauung besteht aus Reihenhäusern,  Doppelhäusern und Mehrfamilienhäusern. Zudem wurde der sogenannte „Große Spielplatz“ erweitert.

## Kultur und Sehenswürdigkeiten

### Museen

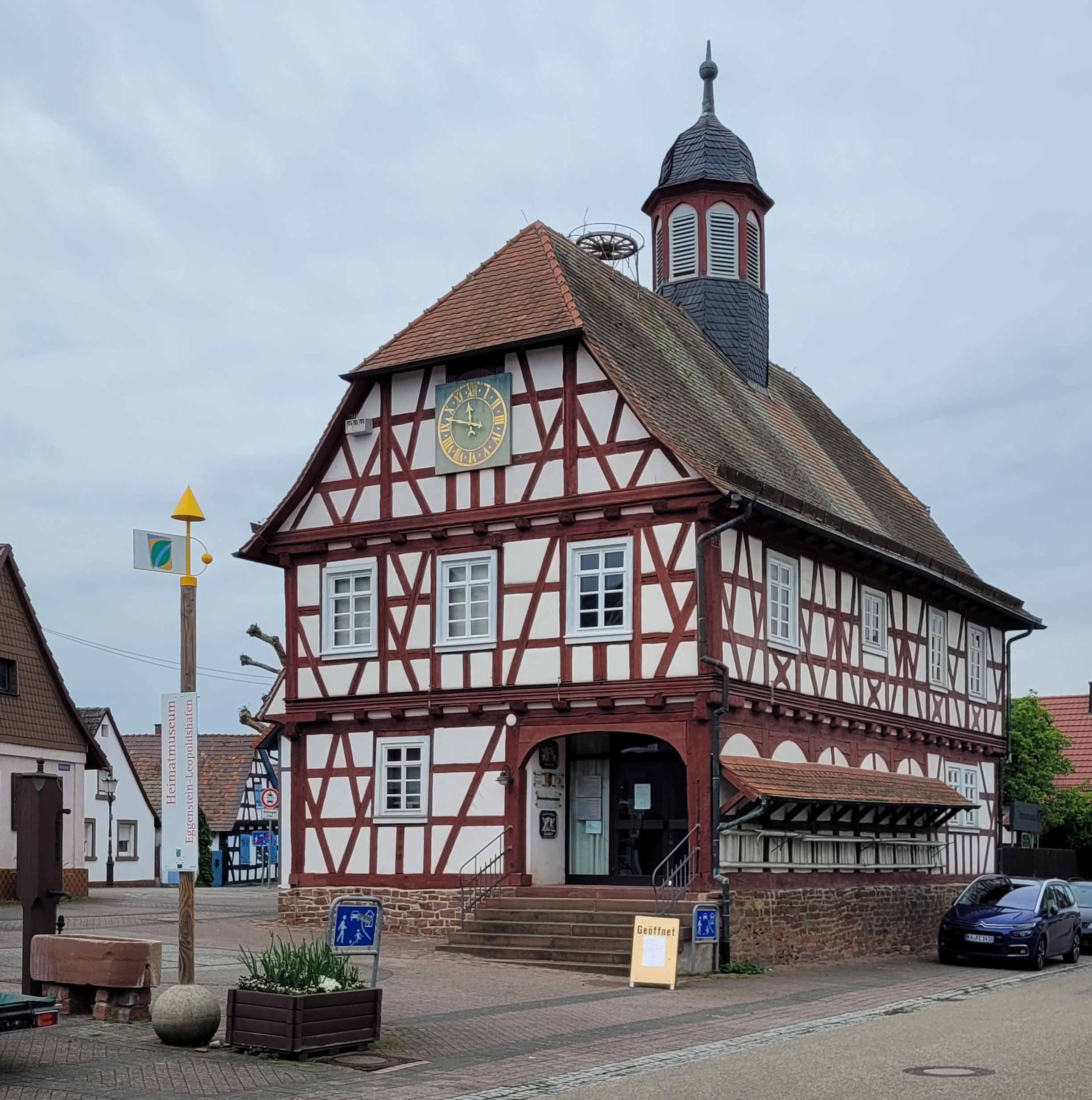
Heimatmuseum im Ortsteil Leopoldshafen

Im Ortsteil Leopoldshafen befindet sich das Heimatmuseum. Das 1721 als Rathaus, Schule und Betsaal errichtete Museumsgebäude steht unter Denkmalschutz. Im Erdgeschoss ist eine Wohnung aus der Zeit um 1900 rekonstruiert. Im Obergeschoss informieren Vitrinen und Ausstellungsobjekte über die Gemeindegeschichte. Im Dachgeschoss sind allerlei Utensilien zu Landwirtschaft und Gewerbe in historischer Zeit ausgestellt.

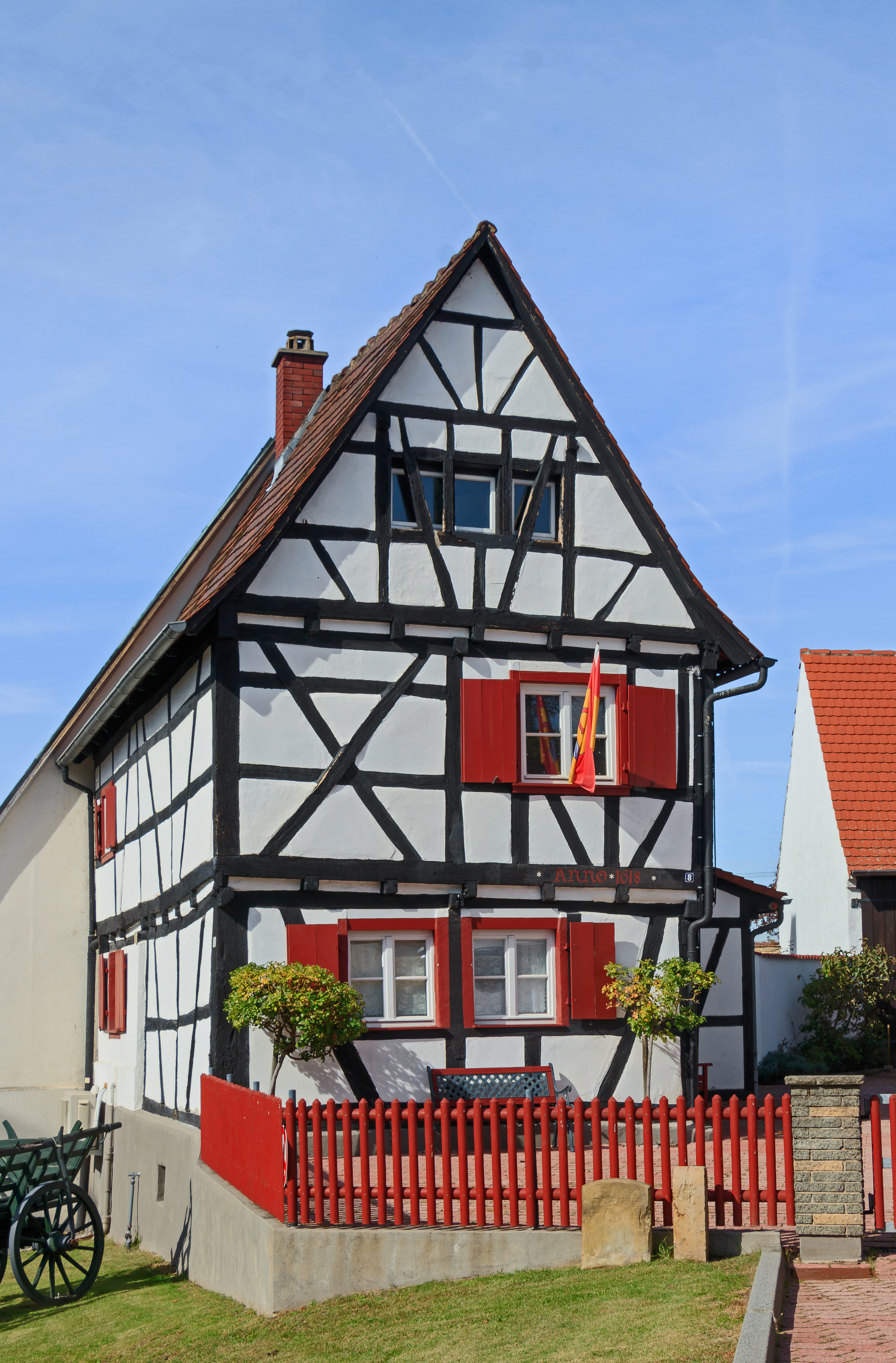
Heimathaus im Ortsteil Eggenstein

Das Heimathaus im Ortsteil Eggenstein (Ankerberg 8) wurde in einem historischen Fachwerkhaus eingerichtet, das sich an der wahrscheinlich ältesten Verbindung zwischen Hoch- und Tiefgestade befindet und um 1600 erbaut wurde. Die Gemeinde erwarb das Anwesen im Jahr 2012. In der Folge wurde es unter tatkräftiger ehrenamtlicher Mithilfe von Mitgliedern der Agendagruppe Ortsgeschichte saniert und im Jahr 2015 eingeweiht (Hauptgebäude). Neben zahlreichen Exponaten zur Geschichte Eggensteins wurde im Heimathaus eine donauschwäbische Küche rekonstruiert, die das Wirken vieler nach dem Zweiten Weltkrieg in Eggenstein sesshaft gewordener Heimatvertriebener und Flüchtlinge spiegelt. Das historische Gebäude ergänzt auf diese Weise das Heimatmuseum und die Fähre Sophie im Alten Hafen und präsentiert die Ortsgeschichte in weiteren Facetten. Es sollte allerdings kein zweites Heimatmuseum werden, sondern eigene thematische Schwerpunkte vermitteln.

### Kirchen

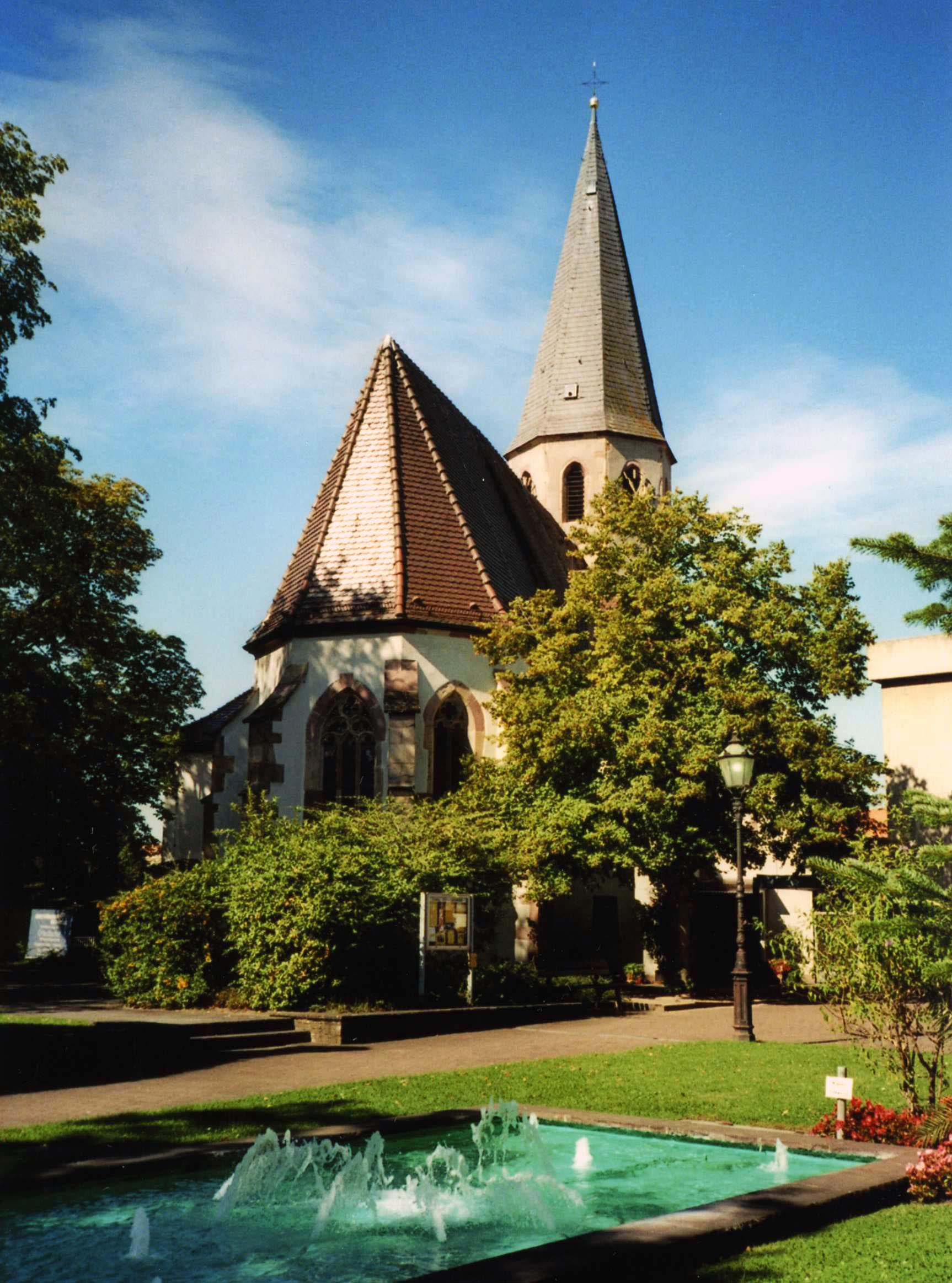
Evangelische Kirche Eggenstein

Die Evangelische Pfarrkirche St.-Vitus-und-Modestus Eggenstein ist das älteste Bauwerk der Gemeinde und markiert gleichzeitig den ältesten Siedlungspunkt Eggensteins. Die heute noch erhaltenen ältesten Teile des Gotteshauses (gotischer Chor und Turm) stammen aus der Zeit um 1500. Das Mittelschiff wurde um 1780 komplett abgebrochen und den Bedürfnissen der Zeit angepasst. Bei Renovierungsarbeiten 2004 im Kircheninneren wurden im Bereich des Turms noch ältere Mauerreste entdeckt. Im Chor wurden Ende des 19. Jahrhunderts mittelalterliche Fresken wiederentdeckt, die an der Nordwand die „Anbetung der Könige“ zeigen und an der Südwand Bildmotive der Vitus-Legende (Veit). Die Fresken waren bei ihrer Auffindung in z. T. schlechtem Zustand und wurden Ende des 19. Jahrhunderts in historischem Stil erneuert. Das Gotteshaus ist regulär nicht zur Besichtigung geöffnet.

### Regelmäßige Veranstaltungen
Am Faschingsdienstag findet der Eggensteiner Fastnachtsumzug statt. Im Sommer folgt dann jeweils im jährlichen Wechsel am letzten Juniwochenende das Eggensteiner bzw. Schröcker Straßenfest. Im Oktober wird traditionell die Eggensteiner Kirchweih gefeiert, eine Woche später folgt die Leopoldshafener Kirchweih.

### Sport und Freizeit
Von Ausflüglern gern besuchte Orte sind der Vogelpark, der alte Hafen und die Rheinfähre Leopoldshafen. Ferner verfügt die Gemeinde über zahlreiche Sportanlagen (Fußballplätze, Basketballplätze), Sporthallen und Fußballplätze sowie über ein Schwimmbad und mehrere Baggerseen.
In der Gemeinde sind zahlreiche Vereine vertreten – wie insbesondere:
- Caritative Vereine und Hilfsorganisationen (9)
- Gesang- und Musikvereine (9)
- Obst und Garten / Natur (5)
- Ortskartell (2)
- Sonstige (15)
- Sportvereine (27)
- Tierfreunde (6)

### Baggerseen
- Baggersee Eggenstein (Anzahl Strände: 3, Strandlänge: ca. 250 m, Vereine: WSFe, Wachdienst: DLRG Neureut)
- Kleiner Baggersee Eggenstein (Anzahl Strände: 1, Strandlänge: ca. 100 m)

- Baggersee Leopoldshafen (Anzahl Strände: 1, Strandlänge: ca. 245 m, Vereine: Anglerverein Leopoldshafen e. V. gegr. 1946, Segelkameradschaft Leopoldshafen (SKL), Wachdienst: DLRG Nordhardt)

## Persönlichkeiten

### Söhne und Töchter der Gemeinde
- Friedrich Ehrenfeuchter (1814–1878), Theologe, Universitätsprofessor und Abt
- Grete Fleischmann (1905–1993), Bildhauerin
- Martin Fischer (* 1969), Fußballspieler

### Mit Eggenstein-Leopoldshafen verbunden
- Axel Fischer (* 1966), deutscher Politiker (CDU), Mitglied des Bundestages